# Giuseppe D'Altrui
Giuseppe D'Altrui, né le 7 avril 1934 à Naples et mort à Pescara le 26 février 2024, est un joueur puis un entraîneur de water-polo italien.

## Biographie
En 1956, Giuseppe D'Altrui  fait partie de l'équipe italienne de water-polo qui termine quatrième du tournoi olympique. Il joue cinq matches.
Quatre ans plus tard, Giuseppe D'Altrui remporte le titre olympique aux Jeux de Rome en 1960. Il joue six matches et marque un but.
Aux Jeux de 1964, il termine quatrième du tournoi olympique avec l'équipe italienne. Il joue cinq matches et marque un but.
Giuseppe D'Altrui meurt à Pescara le 26 février 2024 .
Depuis 2010, il figure sur la Liste des membres de l'International Swimming Hall of Fame.

## Vie privée
Giuseppe D'Altrui est le père de Marco D'Altrui.